# Iglesia de San Martín (Puigcercós)
San Martín de Puigcercós fue la antigua iglesia parroquial románica del pueblo de Puigcercós, situada en lo alto de la colina donde se encontraba el pueblo viejo y el castillo de Puigcercós. Pertenece, pues, al enclavado de Puigcercós, del antiguo término de Palau de Noguera, desde 1972 del actual término municipal de Tremp en la provincia de Lérida.
Parece que era un edificio de una sola nave, cubierta con bóveda de cañón reforzada con arcos torales y con ábside semicircular orientado hacia levante. Entre los restos de la iglesia, difíciles de ver actualmente, hay detalles constructivos de un cierto trabajo de escultura, como impostas biseladas, por ejemplo. Debía ser del siglo XII.